# Municipio de Kaylor
El municipio de Kaylor (en inglés: Kaylor Township) es un municipio ubicado en el condado de Hutchinson en el estado estadounidense de Dakota del Sur. En el año 2010 tenía una población de 170 habitantes y una densidad poblacional de 1,85 personas por km².

## Geografía
El municipio de Kaylor se encuentra ubicado en las coordenadas 43°13′11″N 97°48′20″O / 43.21972, -97.80556. Según la Oficina del Censo de los Estados Unidos, el municipio tiene una superficie total de 92.12 km², de la cual 92,05 km² corresponden a tierra firme y (0,07 %) 0,07 km² es agua.

## Demografía
Según el censo de 2010, había 170 personas residiendo en el municipio de Kaylor. La densidad de población era de 1,85 hab./km². De los 170 habitantes, el municipio de Kaylor estaba compuesto por el 100 % blancos. Del total de la población el 0 % eran hispanos o latinos de cualquier raza.